# 動画革命東京
動画革命東京（どうがかくめいとうきょう）は、東京都の支援により誕生したアニメクリエーターを発掘、育成する事業である。運営は、有限会社アニメイノベーション東京（株式会社シンクの子会社）が行っている。同事業は、クリエーターのオリジナル企画に対し資金や制作環境のインフラストラクチャー整備、実制作等のクリエイティブコントロール、宣伝・営業活動といったマーケティングを一貫して行う新興アニメプロジェクトである。

## 概要
東京都はアニメーション産業を地場産業としてより一層活性化すべく、中小アニメ制作会社や若手クリエーターの発掘・育成を促進していきたいと考えている。「動画革命東京」はその目論見のもとに設立されたプロジェクトであり、プロ・アマを問わず企画をプロデュースする。同事業は、4年間で最大20組のクリエーターを対象に支援が行われる。
具体的な過程として、まず「動画革命東京」が擁するプロデューサーに選定されたクリエーターは、パイロット版映像を1年程度掛けて制作する。その後、パイロット作品を足掛かりにパートナーを募集する。契約締結後は大規模作品の制作に取り掛かり、完成して初めて世に送り出される仕組みとなっている。中には国外の会社とパートナーシップを結んだ作品もある。
2008年3月末の第12期募集締切を以て、支援作品の募集は終了している。

## 特徴
「動画革命東京」は、クリエーターとのジョイントベンチャー制作母体を共同で設立する「LLP方式」を採用している。これによりクリエーターは、資金負担の軽減と権利形態の決定に関わる権限が与えられる。
また、そのLLP契約書式などはクリエイティブコモンズに従って公開されており、自主製作だけではなく、プロフェッショナルの作品制作にも活用できる。

## プロデュース作品
募集作品は、商業利用の可能性を持つオリジナルアニメーション企画であり、選考は作品の市場性・作品内容などから複数のプロデューサーによって総合的に判断される。
2007年12月には人気動画サイト「YouTube日本語版」にて、「動画革命東京」の公式チャンネル『動画革命チャンネル』を正式に開設し、映像コンテンツを配信している。また同チャンネルにて、クリエーターのインタビューや過去の作品、制作現場風景等の特典映像も配信している。
支援作品の事業展開として、「センコロール」のソニーミュージック系アニメ会社アニプレックスへの売却が発表（2008年3月）されているほか、その他の支援作品に関しても海外企業との交渉が複数進行しているという。

## 現在までの支援作品一覧
- 「コルボッコロ」糸曽賢志
- 「Love Rollercoaster」堀江弘昌
- 「Pooky's」Spooky graphic
- 「センコロール」宇木敦哉
- 「タロピカーナ」ドラゴウノ
- 「まっくららんどのホネイヌくん」加藤タカ
- 「Tokyo Punch」フレデリック・スマーニャ
- 「TAILENDERS」ピコグラフ
- 「大山葵 -Owasabi-」
- 「虫歯鉄道」　武藤健司
- 「魔法使いハーレイ　まほうのチカラ－Power of Magic－（仮）」 リアライズ・プロセスデザイン
- 「Yokai」 三上浩司/東京工科大学片柳クリエイティブラボ
- 「Super Strings」　山下裕智
- 「一輪者(仮)」　田澤潮